# Knurów (Petite-Pologne)
Pour l’article homonyme, voir Knurów.
Knurów est une localité polonaise de la gmina et du powiat de Nowy Targ en voïvodie de Petite-Pologne.